# Selmkebach
Der Selmkebach bzw. Ender Bach ist ein Fließgewässer in Herdecke. Er mündet westlich von Wetter (Ruhr) rechtsseitig in die Ruhr.
Seine Quellen liegen südlich des Gemeinschaftskrankenhauses Herdecke in Herdecke-Westende, von dort aus fließt er nach Südwesten entlang der Ender Talstraße ab. Er trennt die Waldgebiete Im Schuppling im Westen und Auf dem Heil im Osten. Er unterquert die Bundesstraße 226 bei Voßkuhle und fließt dann entlang der Bundesstraße 226 Richtung Witten und bei der Auffahrt nach Haus Mallinckrodt in die Ruhr.
2001 wurden der Oberlauf (Epirhithral) und der Mittellauf (Metarhithral) des Selmkebaches in die Gewässergüteklasse I/II eingestuft, der Unterlauf der Güteklasse II bzw. II/III zugeordnet.

## Zuläufe
- Dachsgraben (rechts)